# MSBuild
MSbuild (Microsoft Build Engine) est l'outil qui permet le développement logiciel dans l'environnement de Microsoft. Depuis Visual Studio 2005, MSbuild est gratuit puisqu'il est fourni dans le framework 2.0. MSbuild reste cependant compatible avec les différents types de fichiers de projet générés par Visual Studio ( *.proj, *.vbproj, *.csproj). Csproj utilise une syntaxe xml. C'est une nouveauté importante dans ce domaine puisque contrairement aux outils précédent (BSCMAKE), l'utilitaire est documenté et bénéficie d'un support de la part de Microsoft. L'outil est très proche dans son fonctionnement de Ant et make. L'appel d'un utilitaire est remplacé par des balises.
De nouvelles fonctionnalités peuvent être codées sur Msbuild dont il existe une référence complète sur le site de Microsoft

## Exemple
projet.csproj
```
<Project DefaultTargets="Copy"
       xmlns="
http://schemas.microsoft.com/developer/msbuild/2003
"
       ToolsVersion="3.5">
 <ItemGroup>
   <Assembly Include="Project1\bin\Debug\Project1.*"/>
   <Assembly Include="Project2\bin\Debug\Project2.*"/>
    

 </ItemGroup>
 <Target Name="Copy">
   <Copy SourceFiles="@(Assembly)"
           DestinationFolder="Destination\bin"
           OverwriteReadOnlyFiles="True"/>
 </Target>
</Project>
```

Compilation du projet :
```
C:\Windows\Microsoft.NET\Framework\v3.5\MSBuild.exe projet.csproj
```

## Les principaux tags
Il est possible d'ajouter des tags pour avoir accès aux variables d'environnement pour définir par exemple  ou écrire.
Item
targetCes éléments permettent d'exécuter un groupe de tâches dans un ordre particulier.
```
<Target Name="PrintSystemPath">
   <Message Text="Path: $(Path)"/>
</Target>
msbuild MetaDataEx.csproj /t:PrintSystemPath.
```

Taskpartie de code réutilisable
Propertiesla configuration se base sur des couples clé/valeur

## Version
Le numéro de version suit le numéro de Framework
- version 1.0 : 2006
- version 2.0 :
- version 3.5 : 2011

## TFS Team Build
Visual Studio propose un plug in de nom Team Explorer qui permet de facilement créer un projet. Microsoft propose aussi un serveur de nom collaboratif de nom Team Foundation Server source ou TFS.

## Projet alternatif
Les limitations de Msbuild par rapport à NAnt sont :
- optimisé et facile d'utilisation qu'en association avec VS.
- manuellement pénible et long d'écriture fichier dû au temps d'apprentissage de la syntaxe ...
- les paramètres sont tous globaux.
- plusieurs possibilités de référencer un item ou la valeur d'une propriété
- la qualité de la documentation